# Pristimantis platychilus
Pristimantis platychilus es una especie de anfibio anuro de la familia Craugastoridae.

## Distribución
Esta especie es endémica de la vertiente occidental de la Cordillera Occidental en Colombia. Habita en los departamentos de Cauca, Valle del Cauca, Risaralda, Chocó y Antioquia entre los 1 580 y 2 600 m de altitud.

## Publicación original
- Lynch, 1996 : New frogs of the genus Eleutherodactylus (family Leptodactylidae) from the San Antonio region of the Colombian Cordillera Occidental. Revista de la Academia Colombiana de Ciencias Exactas Físicas y Naturales, vol. 20, n.º 77, p. 331-345.[5]